# Paul de Maleingreau
Paul de Maleingreau   (Trélon, 23 de novembre de 1887 - Brussel·les, 9 de gener de 1956) fou un organista i compositor belga.
El 1904 va entrar al Conservatori de Brussel·les on va estudiar amb Edgar Tinel (fuga), Alphonse Desmet (orgue) i Paul Gilson (harmonia). Des de 1913 a 1953 fou professor d'harmonia en el mateix Conservatori al mateix temps que es dedicava a la composició, per la que va merèixer el 1924 el premi Edmond Picard, i a l'activitat organística, que desenvolupà des de 1927 en la Societat de Concerts del Conservatori de París. El 1929, Joseph Jongen, director del Conservatoire, va demanar-li de reprendre la classe d'orgue d'Alphonse Desmet.
Va compondre dues simfonies, un oratori i diverses obres per a orgue i vocals.

## Composicions
Orgue
- Op. 2 Élévation (1912, Hérelle)
- Op. 3 no. 1 Post partum Virgo inviolata permansisti (Hérelle, Fortemps)
- Op. 3 no. 2 Ego sum panis vivus (Hérelle, Fortemps)
- Op. 10 Opus sacrum: In nativitate Domini (1920, Chester)
- Op. 14 Suite (1919, Durand)
- Op. 18 nos.1 & 2 Offrande musicale (1920, Chester)
- Op. 18 no. 3 Toccata (1920, Chester)
- Op. 19 Symphonie de Noël (1920, Chester)
- Op. 20 Symphonie de la Passion (1923, Senart)
- Op. 22 Opus sacrum II: In feriis Quadragesimae (1923, Senart)
- Op. 23 Triptyque pour la Noël (1923, Salabert)
- Op. 24 Symphonie de l’Agneau mystique (1926, Leduc)
- Op. 25 Préludes à l’introït pour orgue sans pédale (1924, Senart)
- Op. 26 no. 4 Noël parisienne
- Op. 27 Élévations liturgiques (1935, Herelle-Philippo)
- Op. 30 Messe du jour de Noël (1938, Philippo)
- Op. 31 Messe de pâques (Hérelle-Philippo)
- Op. 35 Méditation pour le temps pascal: Quoniam ipsius est mare (1939, Hérelle)
- Op. 60 Préludes de carême (1952, Oxford)
- Op. 65 Suite mariale (1939, Oxford)
- Op. 71 Suite: Four paraphrases on hymns to the Virgin (1937, Oxford)
- Op. 103 Diptyque de la Toussaint (1952, Fischer)

Piano
- Op. 7 Prélude-Chorale et fugue (1920, Chester)
- Op. 9 Suite pour piano (1920, Chester)
- Op. 12 Sonatine pour piano (1917, Lauweryns)
- Op. 17 Les angelus du printemps : suite pittoresque pour piano (1920, Chester)
- Suite enfantine (1934, Senart)

Orquestra de cambra
- Op. 15 Sonate pour violoncelle et piano (1919, Durand)